# نامه جام زهر
نامه جام زهر، نامه ۱۲۷ نفر از نمایندگان دوره ششم مجلس شورای اسلامی، به سیدعلی خامنه‌ای است. که در تاریخ ۳۱ اردیبهشت ۱۳۸۱ به صورت محرمانه به دفتر رهبر جمهوری اسلامی ایران ارسال شده بود، اما محتوای آن قبل از واکنش بیت رهبری به سرعت رسانه‌ای شده بود.
عده‌ای نویسندگی این نامه را به احمد میدری نسبت داده اند.

## جام زهر
اطلاق صفت «جام زهر» اشاره به بخشی از نامهٔ نمایندگان مجلس ششم به رهبر جمهوری اسلامی دارد:
اگر جام زهری باید نوشید، قبل از آنکه کیان نظام و مهم‌تر از آن، استقلال و تمامیت ارضی کشور در مخاطره قرار گیرد، باید نوشیده شود.

## امضا کنندگان
امضا کنندگان نامه به ترتیب الفبا:
1. محسن آرمین (تهران، ری، اسلامشهر و شمیرانات)
2. حسین آفریده (شیروان)
3. مهدی آیتی (بیرجند)
4. غلام‌حیدر ابراهیم بای سلامی (خواف و رشتخوار)
5. علی‌محمد احمدی (الیگودرز)
6. عیسی‌قلی احمدی‌نیا (ایذه و باغملک)
7. محمد اخوان بازارده (لنگرود)
8. عسکر اسلام دوست کاربندی (تالش، رضوانشهر و ماسال)
9. حبیب‌الله اسماعیل‌زاده (فلاورجان)
10. محمدرضا اسماعیلی‌مقدم (قم)
11. جواد اطاعت (داراب)
12. مقصود اعظمی (نقده و اشنویه)
13. بهروز افخمی (تهران، ری، اسلامشهر و شمیرانات)
14. جعفر افقهی فریمانی (فریمان و سرخس)
15. علی اکبرزاده (ورزقان)
16. حسن الماسی (پارس‌آباد و بیله‌سوار)
17. شهربانو امانی انگنه (ارومیه)
18. ابراهیم امینی (ممسنی)
19. حسین انصاری‌راد (نیشابور)
20. عبدالغفور ایران‌نژاد (چابهار)
21. محمدباقر باقری‌نژادیان‌فرد (کازرون)
22. قهرمان بهرامی (مبارکه)
23. سهراب بهلولی قشقایی (فیروزآباد)
24. رحمان بهمنش (مهاباد)
25. احمد بورقانی (تهران، ری، اسلامشهر و شمیرانات)
26. سمیر پورجزایری (خرمشهر)
27. محمد پیران (رزن)
28. نورالدین پیرموذن (اردبیل، نمین و نیر)
29. عبدالرحمان تاج‌الدین (اصفهان)
30. علی تاجرنیا (مشهد)
31. محسن ترکاشوند (تویسرکان)
32. علی تقی‌زاده (خوی)
33. غلامحسین تکفلی (مشهد)
34. حسن توفیقی (کاشان و آران و بیدگل)
35. علی‌اکبر جعفری (ساوه)
36. جلال جلالی‌زاده (سنندج)
37. سهیلا جلودارزاده (تهران، ری، اسلامشهر و شمیرانات)
38. علی حسنی (اراک)
39. شهباز حسین‌زاده (میاندوآب)
40. مسعود حسینی (قروه)
41. فاطمه حقیقت‌جو (تهران، ری، اسلامشهر و شمیرانات)
42. عبدالرضا حیدری‌زادی (ایلام، ایوان، شیروان، چرداول و مهران)
43. فاطمه خاتمی (مشهد)
44. سید محمدرضا خاتمی (تهران، ری، اسلامشهر و شمیرانات)
45. ناصر خالقی (اصفهان)
46. مصطفی خانزادی (دماوند و فیروزکوه)
47. محمدحسین خلیلی اردکانی (کرج)
48. مرتضی خیرآبادی (سبزوار)
49. محمد دادفر (بوشهر، گناوه و دیلم)
50. حاصل داسه (سردشت و پیرانشهر)
51. فاطمه راکعی (تهران، ری، اسلامشهر و شمیرانات)
52. سید ابوالفضل رضوی (نائین، خور و بیابانک)
53. احمد رمضان‌پور نرگسی (رشت)
54. حسن رمضانیان‌پور (شهرضا و سمیرم‌سفلا)
55. احمد رهبری (گرمسار)
56. حسین روزبهی (ساری)
57. حسن زحمتکش (آستارا)
58. جلیل سازگارنژاد (شیراز)
59. ابوالقاسم سرحدی‌زاده (تهران، ری، اسلامشهر و شمیرانات)
60. محمدعلی سعدایی (جهرم)
61. محمدرضا (میثم) سعیدی (تهران، ری، اسلامشهر و شمیرانات)
62. بهیار سلیمانی (فسا)
63. داوود سلیمانی (تهران، ری، اسلامشهر و شمیرانات)
64. منصور سلیمانی میمندی (شهربابک)
65. عبدالله سهرابی (مریوان)
66. سید علی سیدآقامیری (دزفول)
67. ولی‌الله شجاع‌پوریان (بهبهان و آغاجاری)
68. علی شکوری‌راد (تهران، ری، اسلامشهر و شمیرانات)
69. سید ماشاءالله شکیبی (فردوس و طبس)
70. احمد شیرزاد (اصفهان)
71. گل محمد صالحی سلح چینی (لردگان)
72. رضا صالح‌جلالی آستانه (آستانه‌اشرفیه)
73. رسول صدیقی بنابی (بناب)
74. ذبیح‌الله صفایی (اسدآباد)
75. محسن صفایی فراهانی (تهران، ری، اسلامشهر و شمیرانات)
76. سید مهدی طباطبایی (آباده)
77. مصطفی طاهری نجف‌آبادی (نجف‌آباد و تیران و کرون)
78. علی ظفرزاده (مشهد)
79. غلامعلی عابدی (نهبندان و سربیشه)
80. ابوالقاسم عابدین‌پور (تربت حیدریه)
81. پیمان عاشوری بندری (ماهشهر، امیدیه و هندیجان)
82. محمد عبایی خراسانی (مشهد)
83. غلامرضا عبدالوند (دورود و ازنا)
84. احمد عظیمی (شیراز)
85. صلاح‌الدین علائی (سقز و بانه)
86. محمدرضا علی‌حسینی (نهاوند)
87. نعمت‌الله علیرضایی (خمینی‌شهر)
88. کریم فتاح‌پور موانه (ارومیه)
89. حسین فرخی (جیرفت)
90. علی قنبری (اردل، فارسان، کوهرنگ و کیار)
91. سید ناصر قوامی (قزوین، آبیک و البرز)
92. محمد کاظمی (ملایر)
93. جعفر کامبوزیا (زاهدان)
94. جمیله کدیور (تهران، ری، اسلامشهر و شمیرانات)
95. سید منصور کشفی (لارستان و خنج)
96. محمدعلی کوزه‌گر (شهریار)
97. الهه کولایی (تهران، ری، اسلامشهر و شمیرانات)
98. حمید کهرام (اهواز، باوی، حمیدیه و کارون)
99. محمد کیافر (میانه)
100. محمد کیانوش‌راد (اهواز، باوی، حمیدیه و کارون)
101. غلامرضا گرزین (قائم شهر، سواد کوه و جویبار)
102. حسین لقمانیان (همدان و فامنین)
103. انوشیروان محسنی بندپی (نوشهر، چالوس و کلاردشت)
104. امرالله محمدی جزیی (برخوار و میمه)
105. احمد مرادی (چناران و طرقبه)
106. رجبعلی مزروعی (اصفهان)
107. اکرم مصوری‌منش (اصفهان)
108. میر طاهر موسوی (تبریز، آذرشهر و اسکو)
109. میرطاهر موسوی (کرج)
110. سید باقر موسوی جهان‌آباد (بویر احمد)
111. سید مجتبی موسوی اجاق (کرمانشاه)
112. علی اکبر موسوی خوئینی (تهران، ری، اسلامشهر و شمیرانات)
113. سید عیسی موسوی‌نژاد (خرم‌آباد)
114. رسول مهرپرور (درگز)
115. احمد میدری (آبادان)
116. محسن میردامادی (تهران، ری، اسلامشهر و شمیرانات)
117. منصور میرزا کوچکی بروجنی (بروجن)
118. بهزاد نبوی (تهران، ری، اسلامشهر و شمیرانات)
119. عبدالمحمد نظام‌الاسلامی (بروجرد)
120. محمد نعیمی‌پور (تهران، ری، اسلامشهر و شمیرانات)
121. علی‌محمد نمازی (لنجان)
122. سید رضا نوروززاده (اسفراین)
123. سراج‌الدین وحیدی مهرجردی (تفت و میبد)
124. سید شمس الدین وهابی (تهران، ری، اسلامشهر و شمیرانات)
125. علی‌اصغر هادی‌زاده (محلات و دلیجان)
126. میر محمود یگانلی (ارومیه)
127. رضا یوسفیان (شیراز)

## پیامدها
نامه جام زهر، نخستین بار در پایگاه اطلاع‌رسانی جبهه مشارکت ایران اسلامی منتشر شد، سپس توسط سایر رسانه‌های خبری خارج از ایران همچون بی‌بی‌سی و رادیو فردا بازنشر گردید. این نامه بعد از بازتاب گسترده در فضای مجازی، توسط شورای عالی امنیت ملی، به ریاست سید محمد خاتمی، از انتشار در مطبوعات داخلی منع شد. روزنامه نوروز (ارگان رسمی جبهه مشارکت) با درج اطلاعیه شورای عالی امنیت ملی برخی از بخش‌های صفحه اول، دوم و سوم‌اش را به صورت سفید چاپ کرد، که این مسئله به شدت مورد اعتراض علی ربیعی مشاور امنیتی وقت رئیس‌جمهور قرار گرفت و ربیعی، این اقدام را تمسخر قانون خواند.
مجید انصاری در مطلبی که ۱۱ خرداد از وی منتشر شد، گفت: 
در این مورد، نمایندگان به این سؤال پاسخ دهند که نامه اخیر آنها چرا قبل از اینکه به دست رهبر معظم انقلاب برسد، سر از اینترنت و سایت‌های ضدانقلاب درآورد

چندی بعد، بیانیه‌ای تهدیدآمیز نیز از سوی ائتلاف «حزب مشارکت، سازمان مجاهدین و نهضت آزادی و ملی-مذهبی‌ها» منتشر گردید:
چنانچه نامه ملایم و محترمانه نمایندگان که در آن همه شئون رسمی و متعارف لحاظ شده است، پسند خاطر عده‌ای قرار نگیرد، ای بسا باید روزی را چشم داشت که قلم‌هایی تیزتر برای نگارش عباراتی صریح‌تر و عاری از ملاحظات مرسوم و متعارف به گردش در آید. 

## واکنش رهبر
سیدعلی خامنه‌ای در دیداری که با نمایندگان مجلس ششم در روز ۷ خرداد ۱۳۸۲ صورت گرفت، خطاب به آنان، ضمن انتقاد از مبالغه در مورد قدرت دشمن اظهار کرد:
دشمن نیز می‌داند که سلاح و تجهیزات در برابر اراده و پایداری ملت ایران کارایی ندارد، بنابراین در صدد است از درون با مردم ایران برخورد کند و با سست کردن ارادهٔ ملت که در ارادهٔ مسئولان متجلی می‌شود، به اهداف خود دست یابد، اما مردم و مسئولان ایران با تحمل لوازم مقابله با دشمن، هویت و استقلال خود را حفظ می‌کنند. انتقاد و اعتراض، ایرادی ندارد، زیرا تنها متکبران یا کسانی که پشتوانهٔ مردمی ندارند، از انتقاد بدشان می‌آید؛ اما باید مراقب بود که بحث‌ها و اختلاف‌نظرها به مقابله و تخاصم تبدیل نشود و تصویر مورد نظر دشمن از اوضاع داخلی ایران، در افکار عمومی ترسیم نگردد. قانون آمده است تا کسی جرأت نکند با صدای کلفت بگوید که هر چه من می‌گویم باید محقق شود؛ بنابراین همهٔ مسائل باید با معیار قانون و در درجهٔ اول، قانون اساسی حل و فصل شود.

## سرنوشت امضا کنندگان
برخی از امضا کنندگان نامه جام زهر، از جمله فاطمه حقیقت‌جو، علی اکبر موسوی خوئینی، رجبعلی مزروعی، جمیله کدیور و نورالدین پیرمؤذن از ایران مهاجرت کرده‌اند. بیش از هشتاد نفر از این افراد که برای انتخابات مجلس هفتم ثبت نام کرده بودند، از سوی شورای نگهبان رد صلاحیت شدند. بنا به گفته مهدی کروبی رئیس مجلس ششم، شورای نگهبان در همان زمان به وی اعلام کرده بود که در بررسی صلاحیت‌ها طبق نظر رهبر جمهوری اسلامی نامه مزبور را در نظر نگرفته است.
برخی دیگر از جمله سهیلا جلودارزاده مجدداً وارد مجلس دوره دهم شدند.